# Канон (література)
Кано́н (у художній літературі) — сукупність художніх творів, які вважаються класичними, «Золотим фондом» літератури та культури.
Орієнтовні критерії добору літературних творів до канону:
- Висока художньо-естетична цінність твору;
- Висока аксіологічна цінність твору (наявність загальнолюдських і національних цінностей);
- Здатність твору бути актуальним для багатьох поколінь;
- Широке суспільне визнання;
- Компарабельність (плідність твору для порівняння): наявність ремінісценцій і алюзій, традиційних («вічних») образів, тем, проблем;
- здатність твору репрезентувати характерні риси творчості письменників, «великі стилі» літературних епох і національних літератур;

У процесі формування канону слід ураховувати місце художнього твору в каноні тієї країни, звідки він походить.